# 紅衣
紅衣（べにごろも）は、2002年（平成14年）に東北農業研究センターで育成されたイネ（稲）の品種。「奥羽331号」と「A5」（「赤室」）を交配したものに、「奥羽331号」を戻し交配することによって育成された。旧系統名は「奥羽赤370号」。玄米の表面が赤褐色となる赤米である。東北地方での栽培に向く。
通常米に比して食物繊維、ナトリウム、タンニン、カテキンなどに富むが、粘りが少ないため、食味は劣る。粘りの強い低アミロース米と混米して炊飯すると、食味が向上し、ほどよい色合いとなる。
赤飯、赤米粥、雑穀米としての利用や、やや大粒であることから酒米としての利用も考えられている。